# Pöttinger Landtechnik

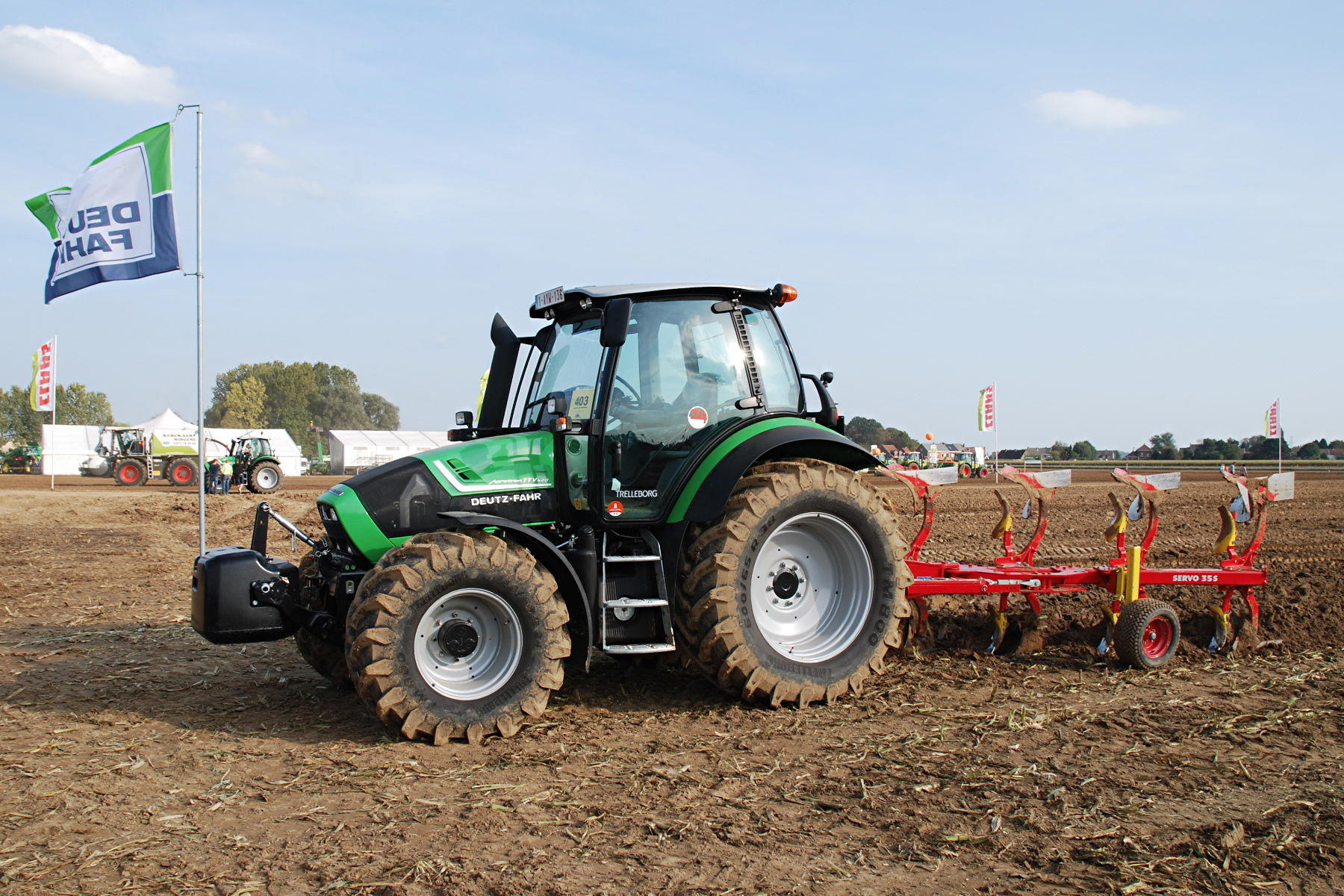
Traktor Deutz-Fahr z pługiem marki Pöttinger

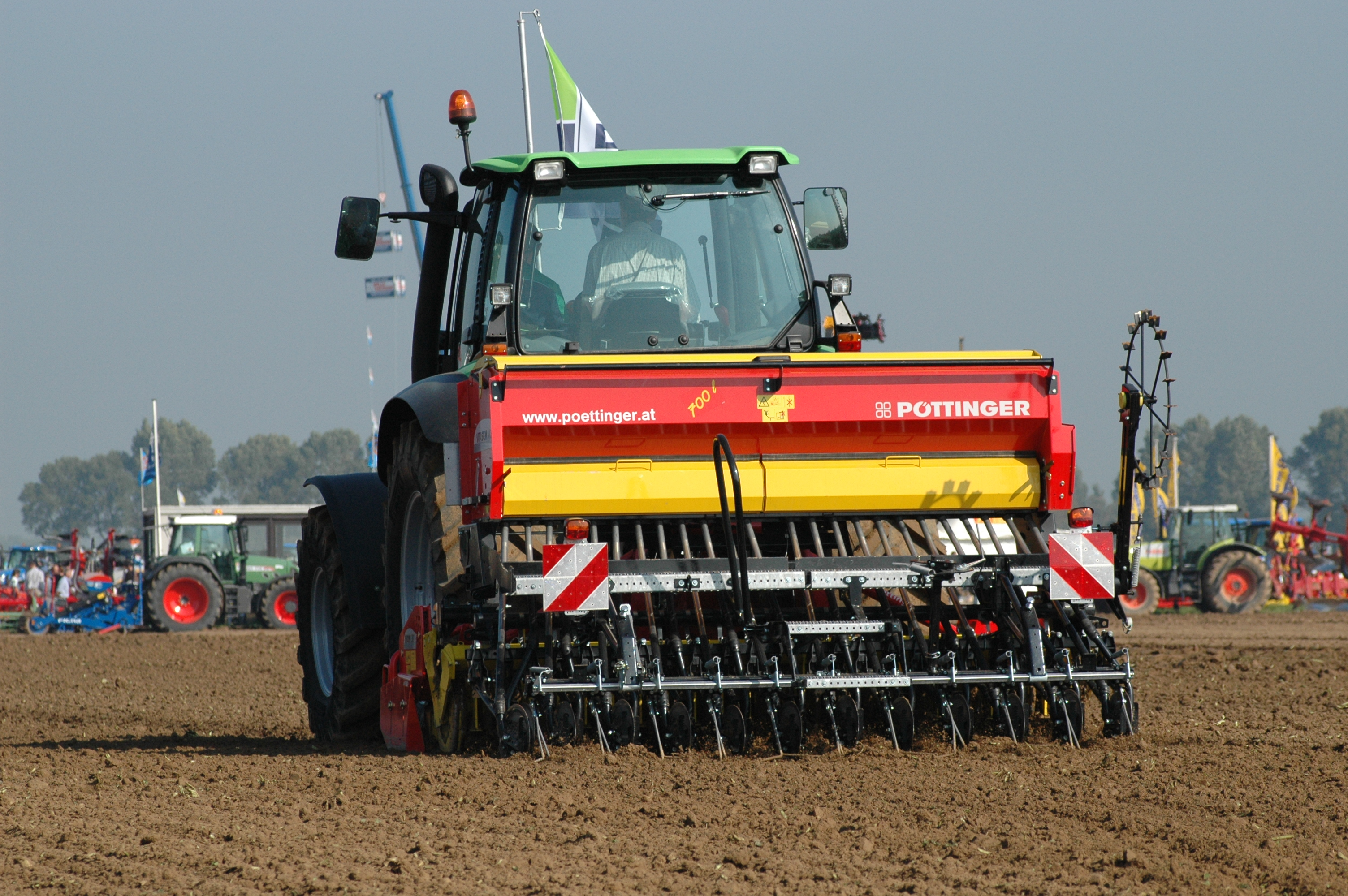
Siewnik marki Pöttinger

Pöttinger Landtechnik GmbH – austriacki producent maszyn rolniczych z siedzibą w Grieskirchen. Posiada fabryki produkcyjne w austriackim Grieskirchen, niemieckim Bernburg, czeskich Vodňany.

## Historia
Przedsiębiorstwo zostało założone w 1871 roku przez Franza Pöttingera. W 1960 roku firma skonstruowała samojezdną maszynę żniwną która dała jej międzynarodowy rozgłos w świecie rolnictwa.
W 1975 roku Pöttinger nabył Bawarską Fabrykę Pługów w Landsberg am Lech.
W 2001 r. przejęto fabrykę siewników RABE Sätechnik w Bernburg.
Obecnie Pöttinger oferuje swoim klientom między innymi: siewniki, pługi, kosiarki, przyczepy samozbierające oraz kultywatory.

## Kontrowersje

### Działalność w Rosji
Pöttinger spotkał się z krytyką za kontynuowanie działalności biznesowej w Rosji pomimo trwających napięć geopolitycznych po inwazji tego kraju na Ukrainę. Według bazy danych Leave Russia, Pöttinger nadal działa na rynku rosyjskim, co wywołuje sprzeciw organizacji promujących odpowiedzialność korporacyjną i etyczne praktyki biznesowe.

## Produkty
- Maszyny zielonkowe
  - kosiarki bębnowe
  - kosiarki dyskowe
  - przetrząsacze
  - zgrabiarki
  - przyczepy samozbierające
- Maszyny uprawowe
  - pługi
  - brony talerzowe
  - kultywatory
  - brony wirnikowe
  - siewniki i sieczkarnie